# Notasulga
Notasulga è un comune degli Stati Uniti d'America situato nelle contee di Macon, Lee dello Stato dell'Alabama.